# Orlando Jones
Orlando Jones (ur. 10 kwietnia 1968 w Mobile) – amerykański aktor filmowy, telewizyjny i głosowy, znany z programu rozrywkowego Mad TV (1999–2002) jako rzecznik prasowy 7 Up.

## Filmografia

### filmy fabularne
- 1998: Kwaśne winogrona jako Digby
- 1999: Smak wolności jako Little Melvin
- 1999: Życie biurowe jako Steve
- 1999: Magnolia jako Worm
- 2000: Sezon rezerwowych jako Clifford Franklin
- 2000: Zakręcony jako Dan / Esteban / osiłek z plaży (głos)
- 2001: Ewolucja jako profesor Harry Block
- 2001: Niefortunna zamiana jako finansista Daryl Chase
- 2001: Powiedz, że to nie tak jako Dig McCaffrey
- 2002: Dobosz jako dr Lee
- 2002: Wehikuł czasu jako Vox 114
- 2003: Pokonaj najszybszego jako Soul Train
- 2003: Ława przysięgłych jako Russell
- 2007: Chyba kocham swoją żonę jako Nelson

### seriale TV
- 1992: Inny świat jako Troy Douglas
- 1995–1997: Mad TV
- 1998: Bobby kontra wapniaki jako Kidd Mookie
- 2003: Przyjaciółki jako dr Darren Lucas
- 2007: Wszyscy nienawidzą Chrisa jako Pan Newton
- 2007: Uwaga, faceci! jako George
- 2008: Detektyw Amsterdam jako Harold Wilcox
- 2008: Wszyscy nienawidzą Chrisa jako dr Clint Huckstable
- 2008: Gdzie pachną stokrotki jako Magnus Olsdatter
- 2009: Sposób użycia jako Brad
- 2010: Dr House jako Marcus Foreman
- 2011: Nie ma lekko jako Lazarus Rollins
- 2011: CSI: Kryminalne zagadki Miami jako Lawrence Kingman
- 2013–2015: Jeździec bez głowy jako kpt. Frank Irving
- 2017: Pokój 104 jako Samuel
- 2017–2019: Amerykańscy bogowie jako pan Anansi